# Somatidia pernitida
Somatidia pernitida là một loài bọ cánh cứng trong họ Cerambycidae.